# بانس ثنائي اللون
البانس الثنائي اللون (الاسم العلمي:Panus bicolor) هو نوع من الفطريات يتبع جنس البانس من الفصيلة البانسية.